# Mara Goyet
Pour les articles homonymes, voir Goyet (homonymie).
Mara Goyet est une écrivaine et professeure de collège française. Elle est principalement connue pour son essai Collèges de France, paru en 2003, où elle raconte son quotidien de professeure d'histoire-géographie dans un collège de la région parisienne. Elle a joué dans son enfance dans La Vie de famille de Jacques Doillon. Elle écrit des chroniques dans L'Obs.

## Biographie

### Enfance
Mara Goyet est née en 1973.
Mara est le prénom de son arrière-grand-tante, assassinée en Ukraine par les nazis.

### Cinéma
En 1985, à l'âge de douze ans, elle joue le rôle d'Élise dans le film La Vie de famille de Jacques Doillon. Dans une interview de Sami Frey, Henry Chapier s'interroge sur une des scènes du film, la scène de Madrid, dans l'hôtel, qui, d'après lui, pourrait s'avérer perturbante pour l'enfant, dans sa propre vie.
Sami Frey, qui jouait le rôle du père d'Elise, raconte : « Je crois que, à la fin [du tournage], Mara était arrivée à avoir une véritable distance avec son personnage. Ce qui n'a pas été le cas pendant tout le film, où elle était excessivement impliquée à l'intérieur de ce qu'elle faisait. Et si elle n'avait pas le goût de faire quelque chose, elle ne le faisait pas. Jacques et le scénariste Jean-François Goyet, son père, et moi-même, qui suis intervenu un petit peu à certains moments, avons changé beaucoup de choses dans le scénario, et c'est mieux : l'action s'est beaucoup plus concentrée autour des deux personnages, autour de leurs problèmes... ».
Mara Goyet elle-même n'en garde pas un très bon souvenir. Elle était en effet très angoissée sur le tournage, à tel point qu’elle refusait d’être dans le même cadre que Sami Frey : « Je n’avais pas les mots pour comprendre mon angoisse qui tenait au thème du film : un père séducteur, qui entraîne sa fille dans une fugue avec lui, alors que l’enfant n’a qu’une envie, c’est de retourner en classe. »
Pendant des années, elle n'a pas voulu entendre parler de ce film. Elle a même refusé toutes les propositions de rôle qu'on lui a faites. Cependant, la lecture de L'Inceste, de Christine Angot, qui parle un peu du film, l'a réconciliée avec celui-ci.

### Enseignement
Elle a toujours pensé qu'elle serait professeure, mais plutôt de français au départ. Vers quinze ans, elle fait de l’archéologie un été. Le directeur de chantier lui explique que, pour être archéologue, il faut passer l’agrégation d’histoire. Elle étudie donc l’histoire. 
Ensuite, elle est élève en khâgne au lycée Fénelon (Paris). Après cette formation, elle s'éloigne finalement de l’archéologie, et fait une maîtrise d’histoire médiévale à l’EHESS. Là, elle se rend compte que le travail sur les archives et les sources ne la passionne guère. Elle passe les concours, et obtient le CAPES d'histoire-géographie.
En 1997, elle fait une année de stage dans un collège de zone d'éducation prioritaire (ZEP), à Neuilly-sur-Marne. Puis, en 1998, elle est nommée dans un collège à Saint-Ouen (Seine-Saint-Denis), également classé en ZEP. Depuis 2013, elle enseigne au collège Jules-Romains, dans le 7e arrondissement de Paris[réf. nécessaire]. Entre septembre et décembre 2002, elle tient une chronique dans Le Monde de l’éducation. En 2008, elle demande sa mutation pour un collège parisien.

### Ouvrages
Dans Collèges de France (2003), elle déclare qu'elle se contentait d’écrire régulièrement des petites notes et n’avait jamais imaginé rédiger un livre un jour. Puis elle écrit un article dans la revue Le Débat, avant qu’on lui propose de travailler sur son propre livre. Ce premier livre, Collèges de France, dont le titre est un clin d’œil ironique au Collège de France, est un succès public et se vend à 50 000 exemplaires. Elle décrit, sous forme de saynètes et d’une série de croquis, la vie d'un jeune professeur de collège qui résiste à la violence sociale du milieu ambiant et la crise de l'autorité. Toutes les catégories professionnelles du collège sont visées. Les élèves sont parfois décrits comme incultes, englués dans la culture télévisuelle et aliénés par les « marques ». Ce livre pose une question : « Comment, en ces temps de fracture sociale et spatiale, redéfinir la situation de professeur ? » Mara Goyet apporte une réponse : « Continuer à travailler, transmettre, exiger ». Mara Goyet, qui ne s'attendait pas à la médiatisation qui a suivi la parution de ce livre, se retrouve lancée dans le débat sur l’éducation, « avec des attaques, des soutiens et des violences incroyables : c’était intéressant et terrible à la fois. »
Dans Tombeau pour le collège (2008), où se côtoient accablement, sentiment de solitude et espérance, l'autrice constate l'évolution du métier d'enseignant : « L'enseignement ? Un sport de combat. » Elle rend hommage aux enseignants qui n'ont pas renoncé à la mission de transmettre. Elle fait le bilan de dix ans d'enseignement d'histoire dans un collège de Seine-Saint-Denis, qu'elle quitte pour rejoindre le collège où elle a été élève.

## Écriture

### Style
En pointant les absurdités du système éducatif français, Mara Goyet porte un regard que certains critiques trouvent humoristique sur l'école et ses travers.
Avec une distanciation jugée parfois amusée, elle propose des restitutions de ses cours, écrites « à hauteur de classe », partage avec le lecteur sa vie intérieure de professeure et donne un témoignage de sa vie quotidienne au collège,.

## Critiques
À propos de Collèges de France, Stéphane Beaud, sociologue, reproche à Mara Goyet un supposé ethnocentrisme de classe, quand elle décrit ses élèves, voire ses collègues, et qui l’empêche de voir ses élèves autrement que comme « des pauvres êtres, abonnés au Bigdil, à la sous-culture télévisuelle de TF1 ou de M6 ». Il voit aussi dans ce livre « une hargne solide et un profond mépris de classe et d’une disqualification à ses yeux des idées progressistes ».
Dans Le Féminisme raconté en famille, elle définit le mouvement masculiniste comme un « pendant masculin du féminisme », qui cherche « l’égalité des sexes – mais d’un point de vue masculin – et [à lutter] contre les injustices, inégalités et discriminations dont les hommes sont victimes ». Elle le veut complémentaire d' « un autre masculinisme revanchard qui rend les féministes responsables de tous les maux dont souffrent les hommes ». Francis Dupuis-Déri y voit un ressac antiféministe.

## Ouvrages
- Collèges de France, Fayard, 2003, 204 p.  (ISBN 978-2213614618).
- Femmes et école : Une mixité inaccomplie (avec Sophie Ernst), INRP, collection L'École en débats, 2004, 141 p.  (ISBN 978-2734209225).
- Les Souffrances du jeune trentenaire (avec Dorothée Volut), Fayard, 2005, 171 p.  (ISBN 978-2213624020).
- Le Féminisme raconté en famille, Plon, 2007, 202 p.  (ISBN 978-2259205566).
- Tombeau pour le collège, Flammarion, collection Café Voltaire, 2008, 141 p.  (ISBN 978-2081216891).
- Formules enrichies : Les mots et les choses d'aujourd'hui, Flammarion, collection Café Voltaire, 2010, 141 p.  (ISBN 978-2081239302).
- Femmes à rénover (avec Sophie Giagnoni), Flammarion, 2011, 208 p.  (ISBN 978-2081245990).
- Collège brutal, Flammarion, collection Café Voltaire, 2012, 144 p.  (ISBN 978-2081291423).
- Jules Ferry et l’enfant sauvage : Sauver le collège, Flammarion, 2014, 209 p.  (ISBN 978-2081333123).
- Sous le charme du fait divers, Stock, 2016, 204 p.  (ISBN 978-2234080331).
- Ça va mieux, ton père ?, Paris, Éditions Stock, 2018, 150 p. (ISBN 978-2-234-08241-0)
- Finir prof. Peut-on se réconcilier avec le collège ?, Robert Laffont, 2023, 234 p.

## Filmographie
En tant qu'actrice
- 1985 : La Vie de famille de Jacques Doillon : Elise[11]

En tant que co-scénariste
- 2006 : L'École pour tous d'Éric Rochant (en collaboration avec Éric Rochant et Marcia Romano)

## Activités diverses
Mara Goyet a fait partie du Conseil d'analyse de la société de 2006 à 2011.
Elle a participé en tant qu'auteur, avec une quarantaine d'autres personnes invitées, à l'album N'importe où, hors du monde, neuvième album du groupe Weepers Circus, publié le 10 octobre 2011.
Elle tient un blog depuis 2012. Ses billets de blog sur l'actualité politique sont parfois signalés et salués par des confrères, comme celui traitant du comportement des députés français à l'Assemblée nationale après les attentats de novembre 2015.